# Nikos Makhlàs
Nikos Makhlàs (grec modern Νίκος Μαχλάς) (Iràklio, Creta, 16 de juny del 1973) és un exfutbolista grec.

## Trajectòria
Jugà sis temporades a l'OFI Creta abans de jugar al futbol neerlandès, primer al Vitesse Arnhem i després a l'Ajax Amsterdam. Al Vitesse, amb 34 gols en 32 partits fou Bota d'Or europea la temporada 1997-98. El 2002 signà pel Sevilla FC, cedit, i la temporada següent retornà a Grècia, al Iraklis FC i de nou a l'OFI Creta. El 2006 fitxà per l'APOEL FC xipriota.
Jugà 60 partits amb la selecció grega de futbol, amb la qual marcà 14 gols, un d'ells el crucial que marcà a Rússia i que portà a la seva selecció a la Copa del Món del 1994.